# Гіллер Соломон Аронович
Соломон Аронович Гіллер (латис. Solomons Hillers, 14 січня 1915, Рига — 7 червня 1975, там же) — латвійський радянський хімік-органік, академік АН Латвійської РСР.

## Біографія
Соломон Гіллер народився 14 січня 1915 року у місті Ризі. Закінчив Латвійський університет (1941). У 1946—1957 працював в Інституті лісогосподарських проблем АН Латвійської РСР.
Засновник і директор (1957—1975) Інституту органічного синтезу АН ЛРСР.
Одночасно був професором Ризького політехнічного інституту (з 1964) і Латвійського університету (з 1973). Академік-секретар Відділення хімічних і біологічних наук АН Латвійської РСР (1963—1975).
Головний редактор журналу «Chemistry of Heterocyclic Compounds» (1965—1975).
Соломон Аронович Гіллер помер 7 червня 1975 року в рідному місті.
Автор робіт в області хімії піримідинів і азиридинів, розробив промислові способи отримання ряду фізіологічно активних препаратів. Співавтор препарату фторафур, автор фурациліну, PASK і фурагіна. Автор 80 патентів на винаходи в СРСР і 40 патентів інших країн.
Підприємство Olainfarm і Академія наук Латвії вручає премію імені С. Гіллера.